# جادوگر (فیلم ۱۹۷۷)
ساحره (انگلیسی: Sorcerer) فیلمی مهیج به کارگردانی ویلیام فریدکین است که در سال ۱۹۷۷ منتشر شد. پس از فیلم آنری-ژرژ کلوزو این دومین اقتباس سینمایی از رمان مزد ترس نوشته ژرژ آرنو به شمار می‌رود.

## بازیگران
- روی شایدر
- برونو کرمر
- فرانسیسکو رابال
- فردریش فن لدبور
- ژاک فرانسوا
- جو اسپینل